# The Price of Jealousy (film 1913 Melville)
The Price of Jealousy è un cortometraggio muto del 1913 diretto da Wilbert Melville.

## Produzione
Il film fu prodotto da Siegmund Lubin per la Lubin Manufacturing Company.

## Distribuzione
Distribuito dalla General Film Company, il film - un cortometraggio in una bobina - uscì nelle sale cinematografiche statunitensi il 7 febbraio 1913.